# FreeNAS
FreeNAS — вільний NAS-сервер, який підтримує: Samba, FTP, NFS, Rsync та AFP протоколи; iSCSI і S.M.A.R.T.; можливість місцевої аутентифікації користувачів; та програмний RAID (рівнів 0,1,5); вебінтерфейс для налаштовування. FreeNAS займає менше 64 МБ після установки на CompactFlash карти пам'яті, жорсткий диск або USB Флеш-накопичувач. Зараз FreeNAS  поширюється у вигляді ISO-образу та у формі вихідного коду. Також є можливість використовувати FreeNAS із Live CD, коли файли конфігурацій зберігаються на дискеті або флеш-накопичувачі. Існує також образ диска готової системи для VMware.
Операційна система FreeNAS основана на мінімальній FreeBSD 7,2, забезпечена вебінтерфейсом, PHP сценаріями, та документацією на основі m0n0wall. FreeNAS випущена відповідно до ліцензії BSD. У грудні 2009 року було повідомлено, що один з розробників (Фолькер Тейл) покине FreeNAS і почне роботу над аналогічним проєктом OpenMediaVault, але основаним на Debian GNU/Linux на відміну від FreeBSD. В той же час iXsystems запропонувала фінансувати подальшу розробку FreeNAS.

## Можливості
- Протоколи: CIFS (за допомогою Samba), TFTP, FTP, NFS, SSH, rsync, AFP, UPnP, протокол BitTorrent та сервіс iTunes.
- Розширення (плагіни) для: SlimServer, Xbox Media Stream Protocol.
- rsync сервер, клієнт та локальна синхронізації.
- Підтримка Un [Архівовано 30 жовтня 2018 у Wayback Machine.]ison [Архівовано 30 жовтня 2018 у Wayback Machine.](https://alliance.seas.upenn.edu/~bcpierce/wiki/index.php?n=Main.UnisonFAQGeneral [Архівовано 30 жовтня 2018 у Wayback Machine.])
- ison.Можливість використання iSCSI для створення віртуальних дисків.
- iSCSI ініціювання.
- Файлові системи: ZFS, UFS і ext2/ext3 повністю підтримуються, а також підтримка читання/запису в файлові системи NTFS  і FAT32.
- Жорсткі диски: P-ATA/S-ATA, SCSI, iSCSI, USB та FireWire.
- GPT/EFI розділи для жорстких дисків обсягом більше 2 ТБ.
- Мережеві карти: всі дротові та бездротові карти, які підтримуються FreeBSD 7.2.
- Завантаження із жорсткого диску, USB флеш-накопичувача, CompactFlash карти пам'яті, CD-ROM + дискети, чи просто USB флеш-накопичувача.
- Апаратні RAID карти: всі, які підтримуються FreeBSD 7.2.
- Програмні рівні RAID: 0, 1, 5, JBOD, 5+0, 5+1, 0+1, 1+0, та інші. Також підтримуються RAID-Z та  RAID-Z2 (як частина ZFS).
- Шифрування дисків за допомогою geli.
- Керування користувачами та групами (локальна аутентифікація користувачів, або в домені Microsoft).
- Підтримка технології S.M.A.R.T..
- Віддалене керування syslog.
- SNMP моніторинг (Netgraph та MibII).
- Звітування електронною поштою.
- Підтримка VLAN
- Інтерфейси агрегації каналів та відмовостійких ліній
- Підтримка джерел безперебійного живлення

## Нагороди
- SourceForge.net — Визначний проєкт місяця, Січень 2007[3]
- InfoWorld — Найкраща із відкритих платформ для систем зберігання даних[4]